# Shan shui

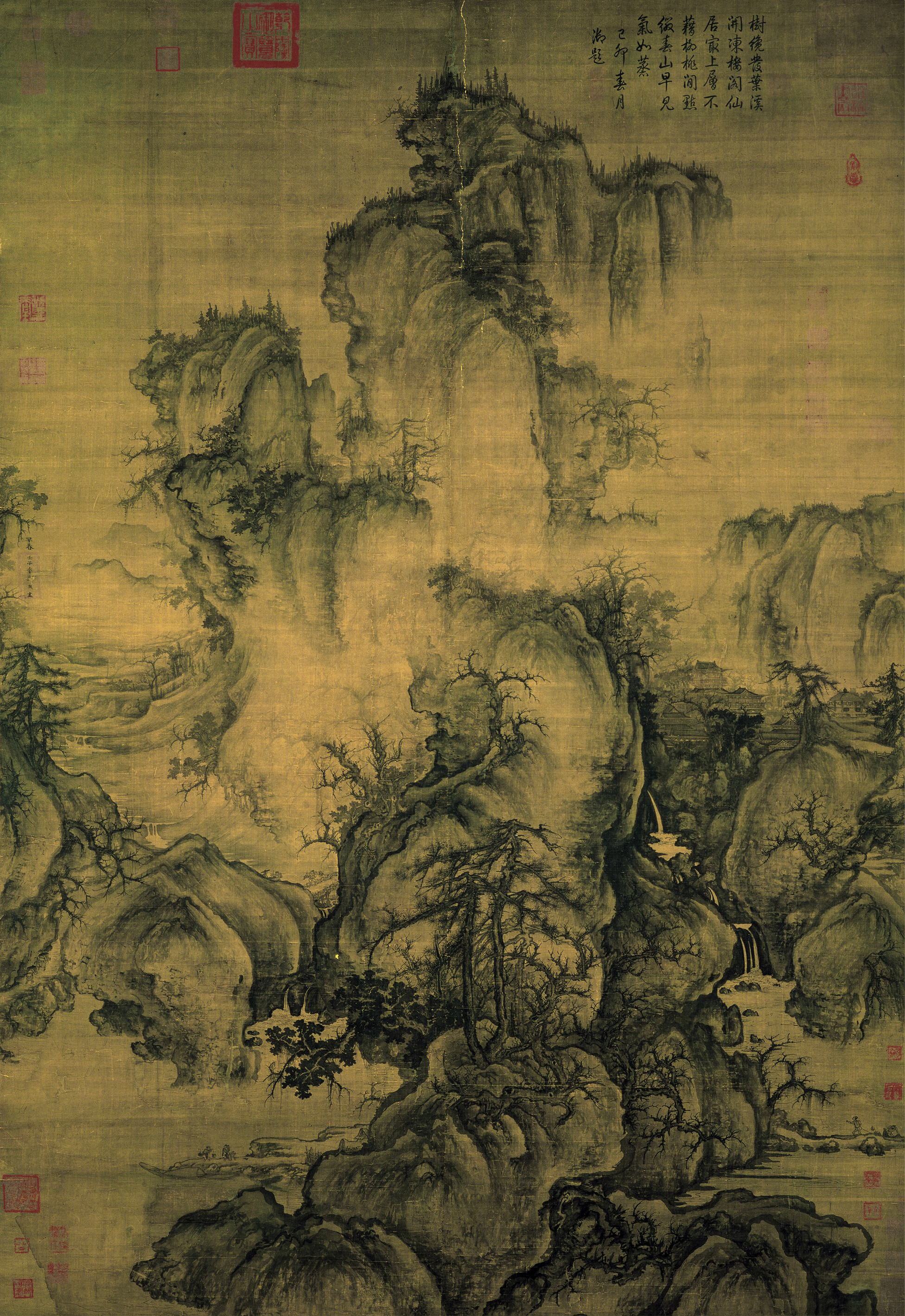
Primavera reciente, obra de Guo Xi durante la dinastía Song del norte.

El shan shui (chino: 山水 'agua y montaña') es un estilo de la pintura china en el cual se involucra o representa escenarios o paisajes naturales, haciendo uso de pincel y tinta en vez de otras pinturas más convencionales. Las montañas, los ríos y usualmente las cascadas son objetos prominentes de esta forma artística.

## Historia
El estilo de pintura Shan shui alcanzó fama en el siglo V, durante la dinastía Liu Song. Posteriormente lo caracterizaron un grupo de pintores de paisaje tales como Zhang Zeduan, la mayoría de ellos ya famosos, quien realizaron obras de paisajes de gran tamaño. Estas pinturas de paisajes por lo general tenían como tema central a las montañas. Desde hace mucho tiempo las montañas son consideradas sitios sagrados en la China, ya que se creía eran la morada de seres inmortales y por lo tanto se encontraban próximas a los cielos.  El interés filosófico en la naturaleza, o en las connotaciones místicas del naturalismo, pueden haber contribuido en alguna medida al desarrollo de la pintura de paisajes. El arte del "shan shui", al igual que varios otros estilos de pintura de la China posee fuertes referencias a la imaginería y motivos taoístas (Daoista), dado que simbolismos del taoísmo han ejercido una fuerte influencia en la "pintura China de paisajes". Algunos autores han sugerido que el énfasis daoista en cuán pequeña es la presencia humana en la vastedad del cosmos, o el interés neo-Confucianista en los patrones o principios que subyacen en todo fenómeno, natural y social condujeron a la naturaleza altamente estructurada del shan shui.

## Conceptos
La mayoría de los diccionarios y definiciones del shan shui suponen que el término incluye a todas las pinturas chinas antiguas que presentan imágenes de montañas y agua. Sin embargo los pintores contemporáneos chinos, consideran que solo aquellas pinturas con imágenes de montañas y agua que respetan ciertas convenciones de forma, estilo y función deben ser denominadas “pinturas shan shui.”, Cuando los pintores chinos realizan pinturas shan shui, no intentan presentar una imagen de lo que observan en la naturaleza, sino de lo que piensan sobre la naturaleza. A nadie le importa si los colores que se presentan y las formas se parecen a las del objeto real.